# L'Infini
L'Infini (literal, El Infinito) es una revista literaria y una colección de éditions Gallimard. La revista fue fundada en París en 1983 por el escritor Philippe Sollers como continuación de la revista Tel quel.

## Trayectoria

### La revista
La edición del primer número llevaba fecha de invierno de 1983 y estaba introducido por una cita de Hegel : « El infinito, la afirmación, como negación de la negación… » , pero sin justificar el título, como lo deja sentir el contenido del preámbulo dialogado donde están evocados Jorge Luis Borges, Lautréamont, Georges Bataille o Dante Alighieri. El subtítulo genérico es : « literatura, filosofía, arte, ciencia, política ». El editor fue Denoël, que gestionó la revista durante 4 años. Después la revista pasó a ser publicada, desde 1987, por Éditions Gallimard. Su periodicidad era trimestral. Los primeros números no declaraban comité de redacción alguno, solo Sollers, que figura como director, asistido en la secretaría por Marcelin Pleynet.
El primer sumario anuncio un extracto de la novela Paradis de Sollers; después aparecen artículos de Norman Mailer, Stéphane Mosès, Franz Rosenzweig, Julia Kristeva, Alain Finkielkraut, Laurent Dispot, René Girard, Marcelin Pleynet, Pierre Guyotat, Daniel Sibony y Jeffrey Mehlman. La revista estaba ilustrada por numerosas reproducciones de fotografías. El número salió con 128 páginas en un formato cercano al cuadrado. El precio de lanzamiento fue de 54 francos.

#### Autores publicados
- Marc-Édouard Nabe
- Philippe Muray
- Jean-Jacques Schuhl
- Jacques Henric
- Pierre Bourgeade
- François Meyronnis
- Yannick Haenel
- Frédéric Berthet
- David di Nota
- Marc Pautrel
- Clément Rosset
- Stéphane Zagdanski
- Alexandre Duval-Stalla
- Chantal Thomas
- Thomas Ravier
- Cécile Guilbert
- Bernard Sichère
- Alessandro Mercuri
- Steven Sampson

### Colección de libros
Philippe Sollers dirigió una colección de libros que llevó el mismo nombre que su revista; primero, desde 1984, en ediciones Denoël, para saltar en 1987 a éditions Gallimard.